# 亮と優の静岡をゆる〜く走りませんか
「亮と優の静岡をゆる～く走りませんか？」（りょうとゆうのしずおかをゆる～くはしりませんか？）は静岡県のケーブルテレビ「トコチャン」（株式会社TOKAIケーブルネットワーク）で2021年11月から放送されているランニングバラエティ番組。通称は「しずゆる」。

## 概要
田村亮と、中村優が静岡県内（トコチャン放送エリア）をランピック。
スタート場所とゴール場所だけを決め、ランニング好きな2人がすれ違った街の人や、SNSで情報収集しながら、寄り道したり、休憩したり、自由気ままに走る番組。

## キャスト
- 田村亮
- 中村優

### ゲスト
- 富士彦（沼津市住みます芸人）※＃15 #16 沼津市編
- 山本博（ロバート） ※＃40沼津市編、#41 #42 浜松市編　#64ぴったり5kmチャレンジ　#67 #68 #69函館市編　＃90 ＃91田沼意次RUN編

## 放送リスト
| NO. | エピソード | 初回放送日 （トコチャン） | タイトル                                                                                                | ロケ地                       | スタート地点                         | ゴール地点                                   |
| 1   | 1          | 2021年11月7日             | トコチャン島田市金谷地区放送開始記念 ＆ しずゆる スタートを門出駅で祝おう！                             | 島田市                       | 蓬莱橋                               | 門出駅                                       |
| 1   | 2          | 2021年11月21日            | トコチャン島田市金谷地区放送開始記念 ＆ しずゆる スタートを門出駅で祝おう！                             | 島田市                       | 蓬莱橋                               | 門出駅                                       |
| 2   | 3          | 2021年12月5日             | 中山雅史、名波 浩、長谷部 誠ほか多くのサッカー選手を生み出した街、藤枝市を感じよう！                    | 藤枝市                       | 藤枝総合運動公園サッカー場           | 岡部町殿地区コスモス畑                       |
| 2   | 4          | 2021年12月19日            | 中山雅史、名波 浩、長谷部 誠ほか多くのサッカー選手を生み出した街、藤枝市を感じよう！                    | 藤枝市                       | 藤枝総合運動公園サッカー場           | 岡部町殿地区コスモス畑                       |
| 3   | 5          | 2022年1月2日              | 焼津の港から富士山を見よう！～漁船と富士山のコラボレーション～                                          | 焼津市                       | 法華寺（花沢の里）                   | 石津海岸公園                                 |
| 3   | 6          | 2022年1月16日             | 焼津の港から富士山を見よう！～漁船と富士山のコラボレーション～                                          | 焼津市                       | 法華寺（花沢の里）                   | 石津海岸公園                                 |
| 4   | 7          | 2022年1月30日             | 徳川家康ゆかりの地、静岡市を巡る！                                                                      | 静岡市                       | 静岡浅間神社                         | 久能山東照宮                                 |
| 4   | 8          | 2022年2月13日             | 徳川家康ゆかりの地、静岡市を巡る！                                                                      | 静岡市                       | 静岡浅間神社                         | 久能山東照宮                                 |
| 5   | 9          | 2022年2月27日             | 東海道を走る 浮世絵にも描かれた富士を望む大絶景コースをマラニック                                       | 清水区                       | 興津駅                               | 新蒲原駅                                     |
| 5   | 10         | 2022年3月13日             | 東海道を走る 浮世絵にも描かれた富士を望む大絶景コースをマラニック                                       | 清水区                       | 興津駅                               | 新蒲原駅                                     |
| 6   | 11         | 2022年3月27日             | 世界遺産“富士山”の構成資産とご当地B級グルメを堪能しながらマラニック                                     | 富士宮市                     | 田貫湖                               | 富士山本宮浅間大社                           |
| 6   | 12         | 2022年4月10日             | 世界遺産“富士山”の構成資産とご当地B級グルメを堪能しながらマラニック                                     | 富士宮市                     | 田貫湖                               | 富士山本宮浅間大社                           |
| 7   | 13         | 2022年4月24日             | 海抜0メートルから富士山までを市域に持つ日本で唯一のまち富士市をマラニック！                             | 富士市                       | 岩本山公園                           | 富士山ドラゴンタワー                         |
| 7   | 14         | 2022年5月8日              | 海抜0メートルから富士山までを市域に持つ日本で唯一のまち富士市をマラニック！                             | 富士市                       | 岩本山公園                           | 富士山ドラゴンタワー                         |
| 8   | 15         | 2022年5月22日             | 絶大な人気を誇るアニメ作品「ラブライブ！ サンシャイン!!」の舞台、沼津市を巡る！                         | 沼津市                       | 沼津駅                               | 伊豆・三津シーパラダイス                     |
| 8   | 16         | 2022年6月5日              | 絶大な人気を誇るアニメ作品「ラブライブ！ サンシャイン!!」の舞台、沼津市を巡る！                         | 沼津市                       | 沼津駅                               | 伊豆・三津シーパラダイス                     |
| 9   | 17         | 2022年6月19日             | 静岡県ノルディックウォーキング協会公認 せせらぎノルディックコースをベースに「水の都」三島市を走ります！ | 三島市                       | 三島駅（せせらぎノルディックコース） | 三島駅                                       |
| 9   | 18         | 2022年7月3日              | 静岡県ノルディックウォーキング協会公認 せせらぎノルディックコースをベースに「水の都」三島市を走ります！ | 三島市                       | 三島駅（せせらぎノルディックコース） | 三島駅                                       |
| 10  | 19         | 2022年7月16日             | 伊豆最古の歴史をもち、文人墨客が愛した温泉地 修善寺から伊豆長岡を巡ります！                             | 伊豆市・伊豆の国市           | 楓橋（修善寺温泉）                   | 韮山反射炉                                   |
| 10  | 20         | 2022年7月31日             | 伊豆最古の歴史をもち、文人墨客が愛した温泉地 修善寺から伊豆長岡を巡ります！                             | 伊豆市・伊豆の国市           | 楓橋（修善寺温泉）                   | 韮山反射炉                                   |
| 11  | 21         | 2022年8月14日             | 世界遺産の懐にだかれる高原都市を走ります！                                                              | 御殿場市                     | 御殿場プレミアムアウトレット         | 駒門風穴                                     |
| 11  | 22         | 2022年8月28日             | 世界遺産の懐にだかれる高原都市を走ります！                                                              | 御殿場市                     | 御殿場プレミアムアウトレット         | 駒門風穴                                     |
| 12  | 23         | 2022年9月11日             | 亮と優の静岡をゆる〜く走りませんか？ ｉｎ仙台 緑あふれる美しい「杜の都・仙台」を走ります！              | 仙台市                       | 仙台駅（観光RUN）                    | 仙台駅                                       |
| 12  | 24         | 2022年9月25日             | 亮と優の静岡をゆる〜く走りませんか？ ｉｎ仙台 緑あふれる美しい「杜の都・仙台」を走ります！              | 仙台市                       | 仙台駅（観光RUN）                    | 仙台駅                                       |
| 13  | 25         | 2022年10月9日             | 富士山の東南麓に広がる緑豊かな街 裾野市をランピック！                                                   | 裾野市                       | パノラマ遊花の里コスモス畑           | 裾野駅                                       |
| 13  | 26         | 2022年10月23日            | 富士山の東南麓に広がる緑豊かな街 裾野市をランピック！                                                   | 裾野市                       | パノラマ遊花の里コスモス畑           | 裾野駅                                       |
| 14  | 27         | 2022年11月6日             | 全国有数の緑茶の産地 島田市から、豊かな自然に恵まれた町 吉田町へランピック！                            | 島田市・吉田町               | 大井川川越遺跡                       | 小山城                                       |
| 14  | 28         | 2022年11月20日            | 全国有数の緑茶の産地 島田市から、豊かな自然に恵まれた町 吉田町へランピック！                            | 島田市・吉田町               | 大井川川越遺跡                       | 小山城                                       |
| 15  | 29         | 2022年12月4日             | 紅葉を楽しみながらの川根路 Run                                                                          | 川根本町・島田市             | 塩郷ダム                             | 天王山公園                                   |
| 15  | 30         | 2022年12月18日            | 紅葉を楽しみながらの川根路 Run                                                                          | 川根本町・島田市             | 塩郷ダム                             | 天王山公園                                   |
| 16  | 31         | 2023年1月8日              | 師走の志太エリアRun!                                                                                    | 藤枝市・焼津市               | 金比羅山                             | 親水広場ふぃしゅーな                         |
| 16  | 32         | 2023年1月22日             | 師走の志太エリアRun!                                                                                    | 藤枝市・焼津市               | 金比羅山                             | 親水広場ふぃしゅーな                         |
| 17  | 33         | 2023年2月5日              | 霊峰富士山を仰ぎながら富士市をランピック！                                                              | 富士市                       | 広見公園                             | ドラゴンタワー                               |
| 17  | 34         | 2023年2月19日             | 霊峰富士山を仰ぎながら富士市をランピック！                                                              | 富士市                       | 広見公園                             | ドラゴンタワー                               |
| 18  | 35         | 2023年3月5日              | 富士山の日 富士山を仰ぎながら伊豆の国市・函南町・三島市を横断RUN！                                      | 伊豆の国市・函南町・三島市   | 韮山反射炉                           | 三島駅                                       |
| 18  | 36         | 2023年3月19日             | 富士山の日 富士山を仰ぎながら伊豆の国市・函南町・三島市を横断RUN！                                      | 伊豆の国市・函南町・三島市   | 韮山反射炉                           | 三島駅                                       |
| 19  | 37         | 2023年4月2日              | 家康公が愛したまち、静岡市RUN！                                                                         | 静岡市（葵区・駿河区）       | 臨済寺                               | 広野海岸公園                                 |
| 19  | 38         | 2023年4月16日             | 家康公が愛したまち、静岡市RUN！                                                                         | 静岡市（葵区・駿河区）       | 臨済寺                               | 広野海岸公園                                 |
| 20  | 39         | 2023年4月30日             | 寛平ナイトマラソン＋沼津市内                                                                            | 沼津市                       | 寛平アメマナイトマラソン（5km）      | 寛平アメマナイトマラソン（5km）              |
| 20  | 40         | 2023年5月14日             | 寛平ナイトマラソン＋沼津市内                                                                            | 沼津市                       | 5㎞ぴったりチャレンジゲーム          | 5㎞ぴったりチャレンジゲーム                  |
| 21  | 41         | 2023年5月28日             | 家康が逃げ帰った道を家康の気持ちになって走ってみよう！                                                  | 浜松市                       | 三方ヶ原古戦場碑                     | 浜松城                                       |
| 21  | 42         | 2023年6月11日             | 家康が逃げ帰った道を家康の気持ちになって走ってみよう！                                                  | 浜松市                       | 三方ヶ原古戦場碑                     | 浜松城                                       |
| 22  | 43         | 2023年6月25日             | しずゆる ぴったり5kmチャレンジゲームご褒美ロケ！                                                        | 沖縄県                       | 瀬長島ウミカジテラス                 | 首里城公園                                   |
| 22  | 44         | 2023年7月9日              | しずゆる ぴったり5kmチャレンジゲームご褒美ロケ！                                                        | 沖縄県                       | 瀬長島ウミカジテラス                 | 首里城公園                                   |
| 23  | 45         | 2023年7月23日             | 伊豆半島ジオパークが点在する地域を巡るRUN！                                                             | 長泉町・清水町               | 駿河平自然公園                       | 柿田川公園                                   |
| 23  | 46         | 2023年8月6日              | 伊豆半島ジオパークが点在する地域を巡るRUN！                                                             | 長泉町・清水町               | 駿河平自然公園                       | 柿田川公園                                   |
| 24  | 47         | 2023年8月20日             | 日本最古の神社の一つ、信濃國一之宮 諏訪大社 4つの社を巡るRUN！                                          | 長野県諏訪地域               | 諏訪大社上社前宮                     | 諏訪大社下社春宮                             |
| 24  | 48         | 2023年9月3日              | 日本最古の神社の一つ、信濃國一之宮 諏訪大社 4つの社を巡るRUN！                                          | 長野県諏訪地域               | 諏訪大社上社前宮                     | 諏訪大社下社春宮                             |
| 25  | 49         | 2023年9月17日             | 夕暮れ時の港町を巡る静岡市清水区RUN！                                                                   | 静岡市清水区                 | 三保ふれあい広場（旧三保駅）         | 清水駅西口（江尻口）                         |
| 25  | 50         | 2023年10月1日             | 夕暮れ時の港町を巡る静岡市清水区RUN！                                                                   | 静岡市清水区                 | 三保ふれあい広場（旧三保駅）         | 清水駅西口（江尻口）                         |
| 26  | 51         | 2023年10月15日            | 番組3年目突入記念！第1回のコースをもう一度走ってみよう！                                                | 島田市                       | 蓬莱橋                               | 大井川鐵道門出駅                             |
| 26  | 52         | 2023年10月29日            | 番組3年目突入記念！第1回のコースをもう一度走ってみよう！                                                | 島田市                       | 蓬莱橋                               | 大井川鐵道門出駅                             |
| 27  | 53         | 2023年11月12日            | 静岡県最南端の岬がある、風光明媚な御前崎市RUN！                                                         | 御前崎市                     | 浜岡砂丘                             | 御前埼灯台                                   |
| 27  | 54         | 2023年11月26日            | 静岡県最南端の岬がある、風光明媚な御前崎市RUN！                                                         | 御前崎市                     | 浜岡砂丘                             | 御前埼灯台                                   |
| 28  | 55         | 2023年12月10日            | 大井川と駿河湾に望む町、吉田町RUN！                                                                     | 吉田町                       | だいだらぼっち広場                   | 吉田公園                                     |
| 28  | 56         | 2023年12月24日            | 大井川と駿河湾に望む町、吉田町RUN！                                                                     | 吉田町                       | だいだらぼっち広場                   | 吉田公園                                     |
| 29  | 57         | 2024年1月7日              | 静岡マラソンファンランコースRUN！                                                                       | 静岡マラソンファンランコース | 静岡市役所（駿府城大手御門跡）       | 駿府城公園北御門橋                           |
| 29  | 58         | 2024年1月21日             | 静岡マラソンファンランコースRUN！                                                                       | 静岡マラソンファンランコース | 静岡市役所（駿府城大手御門跡）       | 駿府城公園北御門橋                           |
| 30  | 59         | 2024年2月4日              | 静岡マラソンラスト10㎞コースRUN！                                                                       | 静岡マラソンラスト10kmコース | 日本平夢テラス展望回廊               | 静岡マラソンゴール付近（清水テルサ前）       |
| 30  | 60         | 2024年2月18日             | 静岡マラソンラスト10㎞コースRUN！                                                                       | 静岡マラソンラスト10kmコース | 日本平夢テラス展望回廊               | 静岡マラソンゴール付近（清水テルサ前）       |
| 31  | 61         | 2024年3月3日              | かんなみの桜RUN！                                                                                       | 函南町                       | JR函南駅                             | 伊豆ゲートウェイ函南                         |
| 31  | 62         | 2024年3月17日             | かんなみの桜RUN！                                                                                       | 函南町                       | JR函南駅                             | 伊豆ゲートウェイ函南                         |
| 32  | 63         | 2024年3月31日             | しずゆるin寛平アメマナイトマラソン                                                                      | 沼津市                       | 寛平アメマナイトマラソン（5km）      | 寛平アメマナイトマラソン（5km）              |
| 32  | 64         | 2024年4月14日             | しずゆる ぴったり5kmチャレンジ                                                                          | 沼津市                       | 5㎞ぴったりチャレンジゲーム          | 5㎞ぴったりチャレンジゲーム                  |
| 33  | 65         | 2024年4月28日             | 晩春の富士市RUN！                                                                                       | 富士市                       | 広見公園                             | 富士川橋（蒲原側）                           |
| 33  | 66         | 2024年5月12日             | 晩春の富士市RUN！                                                                                       | 富士市                       | 広見公園                             | 富士川橋（蒲原側）                           |
| 34  | 67         | 2024年5月26日             | しずゆる ぴったり5㎞チャレンジゲームご褒美ロケ！ 函館観光RUN！                                          | 北海道函館市                 | 函館山展望台                         | 五稜郭公園                                   |
| 34  | 68         | 2024年6月9日              | しずゆる ぴったり5㎞チャレンジゲームご褒美ロケ！ 函館観光RUN！                                          | 北海道函館市                 | 函館山展望台                         | 五稜郭公園                                   |
| 34  | 69         | 2024年6月23日             | しずゆる ぴったり5㎞チャレンジゲームご褒美ロケ！ 函館観光RUN！                                          | 北海道函館市                 | 函館山展望台                         | 五稜郭公園                                   |
| 35  | 70         | 2024年7月7日              | 島田市東海道編                                                                                          | 島田市                       | 諏訪原城跡                           | 大井神社御旅所                               |
| 35  | 71         | 2024年7月21日             | 島田市東海道編                                                                                          | 島田市                       | 諏訪原城跡                           | 大井神社御旅所                               |
| 36  | 72         | 2024年8月4日              | 名古屋めしを堪能RUN！                                                                                   | 愛知県名古屋市               | 宮の渡し公園                         | 名古屋城（本丸）                             |
| 36  | 73         | 2024年8月18日             | 名古屋めしを堪能RUN！                                                                                   | 愛知県名古屋市               | 宮の渡し公園                         | 名古屋城（本丸）                             |
| 37  | 74         | 2024年9月1日              | 静岡県東部 水巡り                                                                                       | 裾野市 長泉町 沼津市 三島市  | 五竜の滝                             | 源兵衛川 広瀬橋                              |
| 37  | 75         | 2024年9月15日             | 静岡県東部 水巡り                                                                                       | 裾野市 長泉町 沼津市 三島市  | 五竜の滝                             | 源兵衛川 広瀬橋                              |
| 38  | 76         | 2024年9月29日             | 津山市観光RUN！                                                                                         | 岡山県津山市                 | 津山まなびの鉄道館                   | JR津山駅                                     |
| 38  | 77         | 2024年10月13日            | 津山市観光RUN！                                                                                         | 岡山県津山市                 | 津山まなびの鉄道館                   | JR津山駅                                     |
| 39  | 78         | 2024年10月27日            | 富士市観光RUN！                                                                                         | 富士市                       | 外神東公園                           | 富士山本宮浅間大社                           |
| 39  | 79         | 2024年11月10日            | 富士市観光RUN！                                                                                         | 富士市                       | 外神東公園                           | 富士山本宮浅間大社                           |
| 40  | 80         | 2024年11月24日            | 「水彩都市」江東区・「水の都」中央区の豊かな水辺の景観RUN!                                              | 東京都江東区・中央区         | 芭蕉庵史跡展望庭園                   | 豊洲ぐるり公園                               |
| 40  | 81         | 2024年12月8日             | 「水彩都市」江東区・「水の都」中央区の豊かな水辺の景観RUN!                                              | 東京都江東区・中央区         | 芭蕉庵史跡展望庭園                   | 豊洲ぐるり公園                               |
| 41  | 82         | 2024年12月22日            | 温泉大国・伊豆の国市で足湯巡りRUN！                                                                     | 伊豆の国市                   | 韮山反射炉                           | 大仁駅 黄金の湯                              |
| 41  | 83         | 2025年1月5日              | 温泉大国・伊豆の国市で足湯巡りRUN！                                                                     | 伊豆の国市                   | 韮山反射炉                           | 大仁駅 黄金の湯                              |
| 42  | 84         | 2025年1月19日             | 海と夕日が織りなす絶景を目指して観光RUN！                                                               | 沖縄県那覇市・豊見城市       | 首里城 守礼門                        | 瀬長島ウミカジテラス                         |
| 42  | 85         | 2025年2月2日              | 海と夕日が織りなす絶景を目指して観光RUN！                                                               | 沖縄県那覇市・豊見城市       | 首里城 守礼門                        | 瀬長島ウミカジテラス                         |
| 43  | 86         | 2025年2月16日             | 富士山を眺めながら東海道RUN！                                                                           | 静岡市清水区                 | 清水マリンパーク                     | 由比漁港                                     |
| 43  | 87         | 2025年3月2日              | 富士山を眺めながら東海道RUN！                                                                           | 静岡市清水区                 | 清水マリンパーク                     | 由比漁港                                     |
| 44  | 88         | 2025年3月16日             | 倉敷市観光RUN！                                                                                         | 岡山県倉敷市                 | 水島臨海鉄道 水島駅                  | JR倉敷駅                                     |
| 44  | 89         | 2025年3月30日             | 倉敷市観光RUN！                                                                                         | 岡山県倉敷市                 | 水島臨海鉄道 水島駅                  | JR倉敷駅                                     |
| 45  | 90         | 2025年4月13日             | 田沼意次RUN！                                                                                           | 牧之原市                     | 田沼意次像                           | 田沼意次像                                   |
| 45  | 91         | 2025年4月27日             | 田沼意次RUN！                                                                                           | 牧之原市                     | 田沼意次像                           | 田沼意次像                                   |
| 46  | 92         | 2025年5月11日             | 志太地域の桜RUN！                                                                                       | 藤枝市・焼津市               | JR藤枝駅北口                         | JR西焼津駅北口                               |
| 46  | 93         | 2025年5月23日             | 志太地域の桜RUN！                                                                                       | 藤枝市・焼津市               | JR藤枝駅北口                         | JR西焼津駅北口                               |
| 47  | 94         | 2025年6月8日              | 富士市の湧水巡りRUN！                                                                                   | 富士市                       | 岳南江尾駅                           | 富士市役所 ふじさんてらすMierula（ミエルラ） |
| 47  | 95         | 2025年6月22日             | 富士市の湧水巡りRUN！                                                                                   | 富士市                       | 岳南江尾駅                           | 富士市役所 ふじさんてらすMierula（ミエルラ） |
| 48  | 96         | 2025年7月6日              | 岐阜市観光RUN！                                                                                         | 岐阜市                       | 黄金の織田信長公像                   | 黄金の織田信長公像                           |
| 48  | 97         | 2025年7月20日             | 岐阜市観光RUN！                                                                                         | 岐阜市                       | 黄金の織田信長公像                   | 黄金の織田信長公像                           |
| 48  | 98         | 2025年8月3日              | 岐阜市観光RUN！                                                                                         | 岐阜市                       | 黄金の織田信長公像                   | 黄金の織田信長公像                           |

## 放送局
| 放送対象地域                         | 放送局                         | 初回放送                                | 放送日時 |
| 静岡県 東部・中西部                  | TOKAIケーブルネットワーク      | 日曜09:00                               | 日曜09:00、21:00、月曜10:00、21:00、21:30、火曜10:30、21:30、水曜11:00、14:00、22:30、木曜7:00、11:30、23:00、金曜12:00、23:30、土曜09:00、21:00 |
| 静岡県 静岡市                        | トコちゃんねる静岡             | 日曜09:00                               | 日曜09:00、21:00、月曜10:00、21:00、21:30、火曜10:30、21:30、水曜11:00、14:00、22:30、木曜7:00、11:30、23:00、金曜12:00、23:30、土曜09:00、21:00 |
| 宮城県 仙台                          | 仙台CAT-V                      | 日曜22:00                               | 日曜22:00、月曜16:00、18:30、水曜14:00、木曜14:00、金曜09:30、21:00、土曜21:00                                                                   |
| 東京都 江東区・中央区                | 東京ベイネットワーク           | 日曜07:30                               | 日曜07:30、火曜15:00、水曜13:00、金曜23:30、土曜18:30                                                                                            |
| 千葉県 市原                          | いちはらケーブルテレビ         | 土曜9:30                                | 月曜22:30、 土曜9:30、日曜15:00 |
| 神奈川・厚木                         | 厚木伊勢原ケーブルネットワーク | 1日、16日更新                           | 月15:00、水21:00、木22:00、土18:30、日09:00 |
| 長野・諏訪                           | エルシーブイ                   | 日曜22:00                               | 木曜8:30、21:00、深夜1:30、土曜15:30 |
| 岡山・倉敷                           | 倉敷ケーブルテレビ             | 前半:1日～ 後半:16日～ で一番近い放送日 | 月曜6:30、水曜20:30、25:30、土曜8:00 |
| 岡山・津山                           | テレビ津山                     | 前半:1日～ 後半:16日～ で一番近い放送日 | 火曜 13:30、18:30、木曜 9:30、15:30、19:30 |
| 沖縄・那覇 浦添 他                   | 沖縄ケーブルネットワーク       | 水曜22:30                               | 水曜日22:30（毎週）、日曜日7:00（隔週） |
| 静岡・浜松                           | 浜松ケーブルテレビ             |                                         | |
| 静岡・御前崎                         | 御前崎ケーブルテレビ           |                                         | |
| 愛知・名古屋                         | スターキャット                 |                                         | |
| 岐阜・下呂、郡上                     | シーシーエヌ                   |                                         | |
| 愛知・東海市、大府市、知多市、東浦町 | 知多メディアスネットワーク     |                                         | |
| 愛知・豊田市、みよし市、長久手市     | ひまわりネットワーク           |                                         | |

このほか、えんてれ・テレ玉・satonokaでの放送実績あり

## ネット配信
- Hulu　毎月10日に新作公開

## 主な現在のスタッフ
- プロデューサー・カメラマン1号　近藤雄二
- 演出・カメラマン2号　池谷直樹
- カメラマン3号　白井功介
- カメラマン4号　愛徳聡
- 進行　淺原宜則
- デザイン　岡田凪紗
- MA　望月厚宏
- 編集　池谷育卓
- 音声　坂間映二
- リサーチ　三木舞子
- ロケサポート・宣伝　鈴木帆海